# Флавий Луций
Фла́вий Лу́ций (лат. Flavius Lucius; умер, предположительно, после 413 года) — древнеримский государственный деятель, ординарный консул Восточной Римской империи 413 года.

## Биография
Известно, что в 408 году Луций занимал должность комита священных щедрот при восточном императоре. В 413 году он был назначен консулом; на Западе его коллегой был Гераклиан. Об этом назначении, очевидно, было известно на Западе, но в творящемся в империи хаосе его там просто не успели провозгласить консулом.